# Бабольсер
Бабольсе́р (перс. بابلسر‎, до 1930 года — Мешхеде-Сер, в русскоязычной литературе — Мешедес(се)р) — город на севере Ирана, в провинции Мазендеран.
Население около 30 тыс. человек. Расположен на южном побережье Каспийского моря, в устье реки Баболь. Туристический курорт. Протекающая через город река и близость к морю создают прекрасные условия для развития туризма. В пик туристического сезона население города увеличивается в несколько раз.
В городе имеются отделения университета Мазендерана.

## История
Современное название город получил в 1930 году. К XVIII веку деревня Мешхеде-Сер стала оживлённым торговым портом. По времена Надир-шаха (1736—1747) в Бабольсере базировался иранский флот. К 1909 году порт приносил 12 % дохода от таможенных сборов Ирана.
Во время правления Реза-шаха Пехлеви (1925—1941) Бабольсер потерял своё значение как торговый центр из-за развития города Бендер-Шах (ныне Бендер-Торкеман), являвшегося конечным пунктом железной дороги Тегеран — Бендер-Шах. Грузооборот в 1935—1936 годах составлял всего 25 тыс. т. С другой стороны в городе началось строительства современных гостиниц, с окончанием Второй мировой войны Бабольсер стал оживлённым курортом. Население города быстро увеличивалось: 3 500 в 1945 году, 11 781 в 1966 году, 18 810 в 1976 году.

## Климат
| Показатель                    | Янв. | Фев. | Март | Апр. | Май  | Июнь | Июль | Авг. | Сен. | Окт. | Нояб. | Дек. | Год  |
| ----------------------------- | ---- | ---- | ---- | ---- | ---- | ---- | ---- | ---- | ---- | ---- | ----- | ---- | ---- |
| Средний суточный максимум, °C | 11,7 | 11,5 | 13,3 | 18,2 | 23,5 | 27,8 | 30,4 | 30,1 | 27,6 | 22,9 | 18,4  | 14,2 | 20,8 |
| Средняя температура, °C       | 7,0  | 7,5  | 9,7  | 14,2 | 19,4 | 23,8 | 26,2 | 25,9 | 23,2 | 18,2 | 13,3  | 9,2  | 16,4 |
| Средний суточный минимум, °C  | 3,6  | 4,3  | 6,8  | 11,0 | 15,9 | 20,1 | 22,3 | 22,0 | 19,4 | 14,3 | 9,5   | 5,6  | 12,9 |
| Норма осадков, мм             | 96   | 67   | 67   | 31   | 19   | 20   | 25   | 61   | 82   | 163  | 119   | 131  | 881  |
| Источник: World Climate       |      |      |      |      |      |      |      |      |      |      |       |      |      |